# Kanton Legé
Der Kanton Legé war bis 2015 ein französischer Wahlkreis im Arrondissement Nantes, im Département Loire-Atlantique und in der Region Pays de la Loire; sein Hauptort war Legé. Letzter Vertreter im Generalrat des Départements war von 1994 bis 2015 Claude Naud (DVG).

## Gemeinden
Der Kanton Legé umfasste die Wahlberechtigten aus drei Gemeinden:
| Gemeinde          | Bretonisch  | Einwohner (2012) | Fläche (km²) | Code postal | Code Insee |
| ----------------- | ----------- | ---------------- | ------------ | ----------- | ---------- |
| Corcoué-sur-Logne | Kerc'haoueg | 2664             | 50,39        | 44650       | 44156      |
| Legé              | Levieg      | 4350             | 63,32        | 44650       | 44081      |
| Touvois           | Tolvez      | 1713             | 39,21        | 44650       | 44206      |
| Kanton            |             | 8727             | 152,92       | –           | 4415       |